# Partido Trabalhista (Israel)
O Partido trabalhista (em hebraico, מפלגת העבודה הישראלית, translit. Mifleguet HaAvoda HaYisraelit), conhecido em seu país como Ha-Avoda, foi um partido político de Israel. De centro-esquerda, foi um partido social-democrata e sionista trabalhista, e membro da Internacional Socialista.
Foi fundado em 21 de janeiro de 1968 através da fusão dos partidos Mapai, Ahdut HaAvoda e Rafi. Dominou a política israelense até as eleições de 1977, quando pela primeira vez o Partido Likud chegou ao poder.
Dentre seus líderes mais proeminentes destacaram-se os ex-primeiros-ministros Levi Eshkol, Golda Meir, Yitzhak Rabin, Shimon Peres e Ehud Barak.
Em 30 de junho de 2024 o Partido Trabalhista foi extinto e suas estruturas foram fundidas com as do partido Meretz, criando uma nova agremiação chamada "Os Democratas".

## História

### Hegemonia (1968–1977)
As bases para a formação do Partido trabalhista de Israel foram lançadas pouco antes das eleições para o Knesset de 1965, quando o Mapai, o maior partido de esquerda do país e o parceiro dominante em todos os governos desde a independência, formou uma aliança com o Ahdut HaAvoda. As listas satélites árabes do Mapai seguiram a fusão. A aliança foi uma tentativa do Mapai de fortalecer a parcela de votos do partido após uma dissidência de oito deputados (cerca de um quinto da facção do Knesset do Mapai), liderada pelo ex-primeiro-ministro David Ben-Gurion, para formar um novo partido, Rafi, em protesto contra a recusa do Mapai em aprovar uma mudança no sistema eleitoral de representação proporcional do país.
A aliança, chamada de Alinhamento trabalhista, ganhou 45 assentos nas eleições e foi capaz de formar o governo em coalizão com o Partido Nacional Religioso, Mapam, Liberais Independentes, Poalei Agudat Yisrael, Progresso e Desenvolvimento, e Cooperação e Fraternidade. Após o início da Guerra dos Seis Dias, os partidos Rafi e Gahal se juntaram à coalizão. Em 23 de janeiro de 1968, Mapai, Ahdut HaAvoda e Rafi (com exceção de Ben-Gurion, que formou a Lista Nacional em protesto) se fundiram em um único corpo, criando o Partido trabalhista de Israel. Em 28 de janeiro de 1969, o partido se aliou ao Mapam, tornando-se conhecido como o Alinhamento, do qual o trabalhismo, como a maior facção dentro da coalizão, passou a dominá-la.
Durante a década de 1970, o estado de bem-estar social foi ampliado sob governos trabalhistas sucessivos, como aumentos nos benefícios de pensão e a criação de novos programas de seguridade social, como seguro por invalidez e seguro por desemprego, seguro para crianças, pagamento de férias para pais adotivos, entre outros.

### Oposição e retorno ao poder (1977–2001)
Nas eleições de 1977, o Partido trabalhista ficou na oposição pela primeira vez. Nas eleições de 1984, o Partido trabalhista se juntou a um governo de unidade nacional com o rival Likud, com o cargo de primeiro-ministro alternando entre os dois partidos. Irritado com a decisão de Shimon Peres de formar um governo de unidade nacional com o Likud, o Mapam se separou novamente durante o décimo primeiro Knesset. Embora os Liberais Independentes tenham se fundido ao Alinhamento na década de 1980, eles não tinham representação no Knesset na época.
Em 7 de outubro de 1991, o Alinhamento deixou de existir, com todas as facções formalmente fundidas no Partido trabalhista. Nesse momento, o governo do Likud enfrentava numerosos problemas, como problemas econômicos, o desafio de assimilar um grande influxo de imigrantes da antiga União Soviética, divergências com o governo estadunidense liderado pelo presidente George H. W. Bush e divisões internas. Liderado por Yitzhak Rabin, o trabalhismo venceu as eleições de 1992 e formou o governo, junto com o Meretz e o Shas.
Na política doméstica, o governo Rabin implementou medidas para melhorar a proteção social, como apoio a pais solteiros e pessoas com deficiência, além de flexibilizar os direitos de assistência à renda. A Lei de 1994 para Redução da Pobreza e Desigualdade de Renda aumentou os subsídios para famílias necessitadas, especialmente as mais vulneráveis à pobreza. Foi criada uma política nacional de seguro de saúde em 1995 e medidas para tornar a arrecadação de contribuições de seguro nacional mais progressiva. Foram introduzidos subsídios para mães adotivas, seguro por idade para donas de casa, uma renda mínima para desempregados e uma renda parcial por acidente. Além disso, houve investimentos em projetos de desenvolvimento e programas de ação afirmativa para contratar cidadãos palestinos no setor público, aumentando os orçamentos para conselhos locais árabes e educação árabe.
O papel subsequente do trabalhismo ficou em grande parte ligado aos Acordos de Oslo, com base no princípio "terra por paz". Os Acordos de Oslo levaram a uma moção de confiança, que o governo venceu com uma margem de 61–50 (8 abstiveram-se). Vários deputados do governo se recusaram a apoiá-lo, mas, por outro lado, os partidos árabes vieram em seu socorro. Devido à falta de uma constituição em Israel, o governo conseguiu implementar os acordos com uma margem estreita. A decisão de Rabin de avançar nas negociações de paz com os palestinos até a assinatura dos Acordos de Oslo levou ao seu assassinato por Yigal Amir em 1995. Peres decidiu convocar eleições antecipadas em 1996 para obter um mandato para avançar no processo de paz. No entanto, seu estratagema falhou; embora o trabalhismo tenha vencido a maioria dos assentos nas eleições para o Knesset, ele perdeu a eleição para primeiro-ministro para Benjamin Netanyahu após uma onda de ataques suicidas do Hamas. Netanyahu e o Likud conseguiram formar o governo.
Com sua coalizão se desintegrando, Netanyahu decidiu convocar eleições antecipadas em 1999. Ehud Barak venceu as primárias internas e foi nomeado como candidato do trabalhismo a primeiro-ministro. Enquanto isso, o partido entrou em uma aliança eleitoral com o Meimad e o Gesher, chamada de Um Israel. Barak venceu a eleição para primeiro-ministro, enquanto Um Israel venceu as eleições para o Knesset, embora com apenas 26 assentos.
Barak começou formando uma coalizão de 75 membros, junto com o Shas, o Meretz, o Yisrael BaAliyah, o Partido Nacional Religioso e o Judaísmo Unido da Torá. A coalizão com partidos religiosos (NRP, Shas e UTJ) causou tensões com o secular Meretz, que saiu da coalizão após um desentendimento com o Shas sobre a autoridade do Vice-Ministro da Educação. O restante dos partidos saiu antes da cúpula de Camp David em 2000.

### Declínio e extinção (2001–2024)
Após uma série de protestos em aldeias árabes no norte de Israel em outubro de 2000 e a eclosão da Segunda Intifada, Barak renunciou ao cargo. Ele então perdeu uma eleição especial para primeiro-ministro para Ariel Sharon, do Likud. No entanto, o trabalhismo permaneceu na coalizão de Sharon quando ele formou um governo de unidade nacional com Likud, trabalhismo, Shas, Yisrael BaAliyah e Judaísmo Unido da Torá, e recebeu dois dos cargos de gabinete mais importantes; Peres foi nomeado Ministro das Relações Exteriores e Benjamin Ben-Eliezer foi feito Ministro da Defesa. O trabalhismo apoiou a Operação Escudo Defensivo, realizada em abril de 2002 contra palestinos na Cisjordânia. Após duras críticas de que Peres e Ben-Elizer eram "marionetes" de Sharon e não estavam promovendo o processo de paz, o trabalhismo saiu do governo em 2003.
Antes das eleições de 2003, Amram Mitzna venceu as primárias do partido e liderou o partido nas eleições com uma plataforma que incluía a retirada unilateral da Faixa de Gaza. O partido foi derrotado nas eleições, conquistando apenas 19 assentos, enquanto o Likud de Sharon conquistou 38 (40 após o Yisrael BaAliyah se fundir ao partido). Posteriormente, devido à oposição interna, Mitzna renunciou à liderança do partido, e logo depois foi substituído por Shimon Peres. Sharon convidou o trabalhismo para a coalizão para fortalecer o apoio ao plano do seu governo de retirada unilateral da Faixa de Gaza – efetivamente a política de Mitzna que ele havia criticado anteriormente – depois que a União Nacional e o Partido Nacional Religioso deixaram o governo.
Em novembro de 2005, Shimon Peres foi substituído como líder dos trabalhistas pelo sindicalista Amir Peretz. Críticos do trabalhismo argumentaram que, ao longo dos anos, o partido havia abandonado sua herança socialista em favor das elites econômicas e empresariais, e havia passado o manto de protetor dos menos privilegiados para os partidos de direita e religiosos. Peretz afirmou sua intenção de restabelecer as políticas socialistas tradicionais do trabalhismo e retirou o partido do governo. Isso levou Sharon a renunciar e convocar novas eleições em março de 2006. Antes das eleições, o mapa político havia sido redesenhado, já que Sharon e grande parte dos deputados do Likud, juntamente com alguns do trabalhismo, incluindo Shimon Peres, haviam formado o novo partido político Kadima. Nas eleições, o trabalhismo conquistou 19 assentos, tornando-se o segundo maior partido após o Kadima. Ele se juntou ao governo Ehud Olmert, com Peretz nomeado Ministro da Defesa. A principal demanda e promessa de coalizão do trabalhismo era aumentar o salário mínimo.
Em maio de 2007, uma eleição interna para a liderança trabalhista resultou na derrota de Peretz e no retorno de Barak como presidente do partido. Apesar de afirmar que retiraria o partido do governo a menos que Olmert renunciasse, Barak permaneceu no governo e assumiu como Ministro da Defesa.
Antes das eleições de 2009, o trabalhismo e o Meimad encerraram sua aliança, com o Meimad eventualmente formando uma lista conjunta com o Movimento Verde (que não atingiu o limite eleitoral). Vários membros proeminentes deixaram o partido, incluindo Ami Ayalon e Efraim Sneh (que formou o Yisrael Hazaka). Nas eleições, o trabalhismo foi reduzido a apenas 13 assentos, tornando-se o quarto maior partido atrás do Kadima, Likud e Yisrael Beiteinu.
Em janeiro de 2011, o descontentamento com o líder do partido, Ehud Barak, por seu apoio às políticas da coalizão, especialmente em relação ao processo de paz, levou à renúncia de Barak do Partido trabalhista com outros quatro membros do Knesset para estabelecer um novo partido "centrista, sionista e democrático", o Independência. Após essa mudança, todos os ministros do governo do Partido trabalhista renunciaram. Após a divisão, um grupo de membros proeminentes das comunidades empresariais, de tecnologia e culturais de Israel, fundou o movimento "Avoda Now", pedindo uma revitalização do Partido trabalhista. O movimento lançou uma campanha pública incentivando as pessoas a apoiarem o Partido trabalhista, com o objetivo de renovar suas instituições, restaurar seus valores sociais e escolher uma nova liderança dinâmica. Shelly Yachimovich foi eleita líder em 2011, mas foi substituída por Isaac Herzog em 2013. Nas eleições legislativas deste ano, o Partido trabalhista obteve 11,39% dos votos nacionais, conquistando 15 assentos.
Em dezembro de 2014, o líder do partido, Isaac Herzog, e Tzipi Livni, líder e fundadora do partido Hatnuah, anunciaram uma aliança eleitoral para concorrer nas próximas eleições legislativas. Nas eleições legislativas de 2015, a lista conjunta União Sionista recebeu 24 assentos no Knesset, dos quais 19 pertenciam ao Partido trabalhista. Ambos os partidos permaneceram independentes, embora fossem representados pela facção União Sionista no Knesset. A parceria continuou após a eleição de Avi Gabbay como presidente do partido em julho de 2017, até 1º de janeiro de 2019, quando Gabbay anunciou a dissolução unilateral da união.
Em julho de 2018, o Partido trabalhista suspendeu sua filiação à Internacional Socialista após a adoção internacional de uma política de Boicote, Desinvestimento e Sanções em relação a Israel.
O apoio ao Partido trabalhista desmoronou nas eleições legislativas de abril de 2019, sendo reduzido a apenas 4,43% dos votos e 6 assentos, marcando o pior resultado na história do partido. A raiva contra Gabbay intensificou-se, com resultados eleitorais ruins e negociações com a direita para se juntar a um governo liderado por Netanyahu. Gabbay renunciou em junho. Em julho de 2019, Amir Peretz foi eleito o novo líder do partido trabalhista. Semanas depois, antes das eleições de setembro de 2019, Amir Peretz fundiu o partido com o partido centrista-liberal Gesher, ofertando-lhe várias vagas na lista de candidatos do Partido trabalhista.
Em  janeiro de 2020, o Partido trabalhista anunciou que estava negociando uma lista conjunta com o Meretz para evitar a possibilidade de qualquer partido não atingir o limite eleitoral e não entrar no Knesset. O Partido trabalhista e o Meretz anunciaram uma coalizão conjunta sob o nome trabalhista-Gesher-Meretz. Em março de 2020, a única parlamentar do Gesher, Orly Levy, anunciou que estava se separando da união devido ao seu apoio aos esforços de Benny Gantz para formar um governo minoritário com a Lista Conjunta, com ele como primeiro-ministro. Gantz posteriormente abandonou esse esforço e em vez disso se juntou a um "governo de unidade nacional contra o coronavírus" liderado por Benjamin Netanyahu. Após prometer repetidamente não se juntar a um governo liderado por Netanyahu, Peretz decidiu levar o Partido trabalhista para essa coalizão liderada por Netanyahu para "promover a justiça social", juntamente com Gantz. Peretz foi empossado como o novo ministro da Economia de Israel após um acordo de coalizão feito seguido das eleições legislativas israelenses de 2020 e coordenaria com Azul e Branco em questões parlamentares e políticas. Durante as negociações da coalizão, o partido estava em negociações com Azul e Branco para implementar uma fusão. O membro do Partido trabalhista, Itzik Shmuli, também se juntou ao governo israelense depois de ser empossado como Ministro do Bem-Estar de Israel.
Peretz decidiu não concorrer à reeleição nas eleições de 2021 e também renunciou como líder. Na subsequente eleição para líder, Merav Michaeli (que não se juntou ao governo de Netanyahu) foi eleita líder. O Partido trabalhista, que estava lutando para ultrapassar o limite nas pesquisas realizadas antes de Michaeli se tornar líder, aumentou sua parcela de assentos para 7. O partido subsequentemente se juntou ao novo governo. Michaeli foi reeleita líder antes das eleições de 2022. Nas eleições de 2022, o partido foi reduzido a quatro assentos.
Em 30 de junho de 2024 o Partido Trabalhista foi extinto e suas estruturas foram fundidas com as do partido Meretz, criando uma nova agremiação chamada "Os Democratas". A nova agremiação, que reuniu a maior parte dos membros do Partido Trabalhista, abandonou o tradicional trabalhismo sionista e a social-democracia em favor do liberalismo.

## Resultados eleitorais

### Eleições legislativas
| Data    | CI.  | Votos   | %            | +/-  | Deputados | +/-     | Status                | Coligação                     |
| ------- | ---- | ------- | ------------ | ---- | --------- | ------- | --------------------- | ----------------------------- |
| 1969    | 1.º  | 632 135 | 46,2 / 100,0 |      | 50 / 120  |         | Governo               | Alinhamento                   |
| 1973    | 1.º  | 621 183 | 39,6 / 100,0 | 6,6  | 45 / 120  | 5       | Governo               | Alinhamento                   |
| 1977    | 2.º  | 430 023 | 24,6 / 100,0 | 15,0 | 28 / 120  | 17      | Oposição              | Alinhamento                   |
| 1981    | 2.º  | 708 536 | 36,6 / 100,0 | 12,0 | 40 / 120  | 12      | Oposição              | Alinhamento                   |
| 1984    | 1.º  | 724 074 | 34,9 / 100,0 | 1,7  | 38 / 120  | 2       | Governo               | Alinhamento                   |
| 1988    | 2.º  | 685 363 | 30,0 / 100,0 | 4,9  | 39 / 120  | 1       | Oposição              | Alinhamento                   |
| 1992    | 1.º  | 906 810 | 34,7 / 100,0 | 4,7  | 44 / 120  | 5       | Governo               |                               |
| 1996    | 1.º  | 818 741 | 26,8 / 100,0 | 7,9  | 34 / 120  | 10      | Oposição              |                               |
| 1999    | 1.º  | 670 484 | 20,2 / 100,0 | 6,4  | 25 / 120  | 9       | Governo               | Um Israel                     |
| 2003    | 2.º  | 455 183 | 14,5 / 100,0 | 5,7  | 19 / 120  | 7       | Oposição              |                               |
| 2006    | 2.º  | 472 366 | 15,1 / 100,0 | 0,6  | 19 / 120  | Estável | Governo               |                               |
| 2009    | 4.º  | 334 900 | 9,9 / 100,0  | 5,2  | 13 / 120  | 6       | Governo               |                               |
| 2013    | 3.º  | 432 118 | 11,4 / 100,0 | 1,5  | 15 / 120  | 2       | Oposição              |                               |
| 2015    | 2.º  | 786 313 | 18,7 / 100,0 | 7,3  | 19 / 120  | 4       | Oposição              |                               |
| 04/2019 | 6.º  | 191 461 | 4,5 / 100,0  | 14,2 | 6 / 120   | 13      | Eleições instantâneas |                               |
| 09/2019 |      | 212 529 | 4,8 / 100,0  |      | 5 / 120   | 1       | Eleições instantâneas | Trabalhista - Gesher          |
| 2020    |      | 267 362 | 5,8 / 100,0  |      | 3 / 120   | 2       | Governo               | Trabalhista - Meretz - Gesher |
| 2021    | 6.º  | 268 181 | 6,1 / 100,0  |      | 7 / 120   | 4       | Governo               |                               |
| 2022    | 10.º | 175 922 | 3,7 / 100,0  | 2,4  | 4 / 120   | 3       | Oposição              |                               |

## Líderes do partido desde 1948
- David Ben-Gurion 1948–1953
- Moshe Sharett 1953–1955
- David Ben-Gurion 1955–1963
- Levi Eshkol 1963–1969
- Golda Meir 1969–1974
- Yitzhak Rabin 1974–1977
- Shimon Peres 1977–1992
- Yitzhak Rabin 1992–1995
- Shimon Peres 1995–1997
- Ehud Barak 1997–2001
- Benjamin Ben-Eliezer 2001–2002
- Amram Mitzna 2002–2003
- Shimon Peres 2003–2005
- Amir Peretz 2005–2007
- Ehud Barak 2007–2011
- Shely Yechimovitz 2011–2013
- Isaac Herzog 2013–2017
- Avi Gabbay [en] 2017–2019
- Amir Peretz 2019–2021
- Merav Michaeli [es] 2021–2024
- Yair Golan [es] 2024–atualidade